# Ноктюрн в синем и серебряном — Челси
«Ноктюрн в синем и серебряном — Челси» (англ. Nocturne: Blue and Silver – Chelsea) — картина американского художника Джеймса Уистлера, написанная в 1871 году. Это самый ранний из лондонских «Ноктюрнов». 

## Описание
Работа была создана под влиянием восточного искусства. Работа является первым из серии ноктюрнов. В этих работах Уистлер стремился передать ощущение красоты и спокойствия Темзы ночью. Именно Фредерик Лейланд первым использовал название "Ноктюрн" для описания сцен Уистлера, освещенных луной. Символизируя не просто ночную сцену, но с музыкальными ассоциациями. Это обозначение картин было принято Уистлером. 
Из Баттерси открывается вид на Челси, и на горизонте можно различить такие черты башни старой церкви Челси (справа). На переднем плане низкая баржа и фигура рыбака обозначены с минимумом деталей, а влияние японского искусства также проявляется в ограниченной палитре, экономии линии и характерной подписи бабочки.
Картина вместе с «Вариациями фиолетового и зеленого» была выставлена в галерее Дадли в ноябре 1871 года. Критик «Таймс» дал редкую оценку Ноктюрнам Уистлера, описав их следующим образом:
Они являются иллюстрациями теории ... того что живопись настолько сродни музыке, что цвета одной могут и должны использоваться, как упорядоченные звуки другой; что живопись не должна стремиться к выражению драматических эмоций, изображению исторических событий или записи фактов природы, но должна стремиться к формированию наших настроений и возбуждению воображения, тонкими комбинациями цветов, через которые всё, что живопись может сказать нам, может быть сказано: и за пределами которой живопись не может сказать ничего ценного (The Times, 14 ноября 1871).

## Ориентализм
Работа представляет собой пример ориентализма, в частности японизма, который оказал значительное влияние на Уистлера и многих других импрессионистов в этот период. Уплощенные, силуэтные формы типичны для современных ему гравюр укиё-э. В частности, Уистлер часто черпал вдохновение в композиции из «Ста знаменитых видов Эдо» и других работ Утагавы Хиросигэ. Монохромные цветные размывки, видимые мазки и приглушенная композиция напоминают Гохуа.